# Aubrey (Arkansas)
Aubrey es un pueblo ubicado en el condado de Lee en el estado estadounidense de Arkansas. En el Censo de 2010 tenía una población de 170 habitantes y una densidad poblacional de 185,94 personas por km².

## Geografía
Aubrey se encuentra ubicado en las coordenadas 34°43′11″N 90°53′53″O / 34.71972, -90.89806. Según la Oficina del Censo de los Estados Unidos, Aubrey tiene una superficie total de 0.91 km², de la cual 0.91 km² corresponden a tierra firme y (0%) 0 km² es agua.

## Demografía
Según el censo de 2010, había 170 personas residiendo en Aubrey. La densidad de población era de 185,94 hab./km². De los 170 habitantes, Aubrey estaba compuesto por el 68.24% blancos, el 29.41% eran afroamericanos, el 0% eran amerindios, el 0% eran asiáticos, el 0.59% eran isleños del Pacífico, el 1.18% eran de otras razas y el 0.59% pertenecían a dos o más razas. Del total de la población el 1.18% eran hispanos o latinos de cualquier raza.